# Рейсвейк (Гелдерланд)
Рейсвейк (нід. Rijswijk) — село в нідерландській провінції Гелдерланд. Входить до муніципалітету Бюрен.

## Галерея

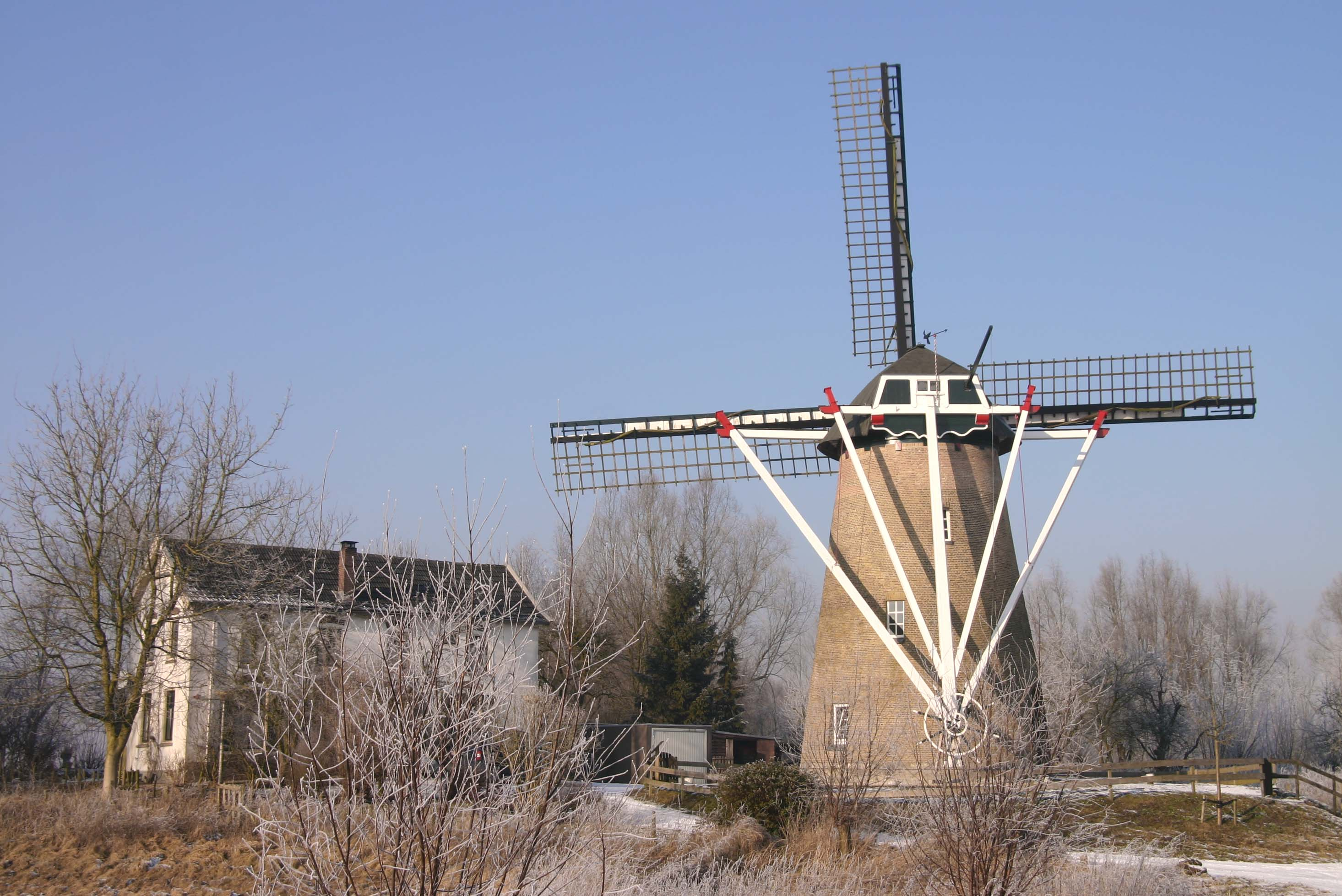
Вітряк
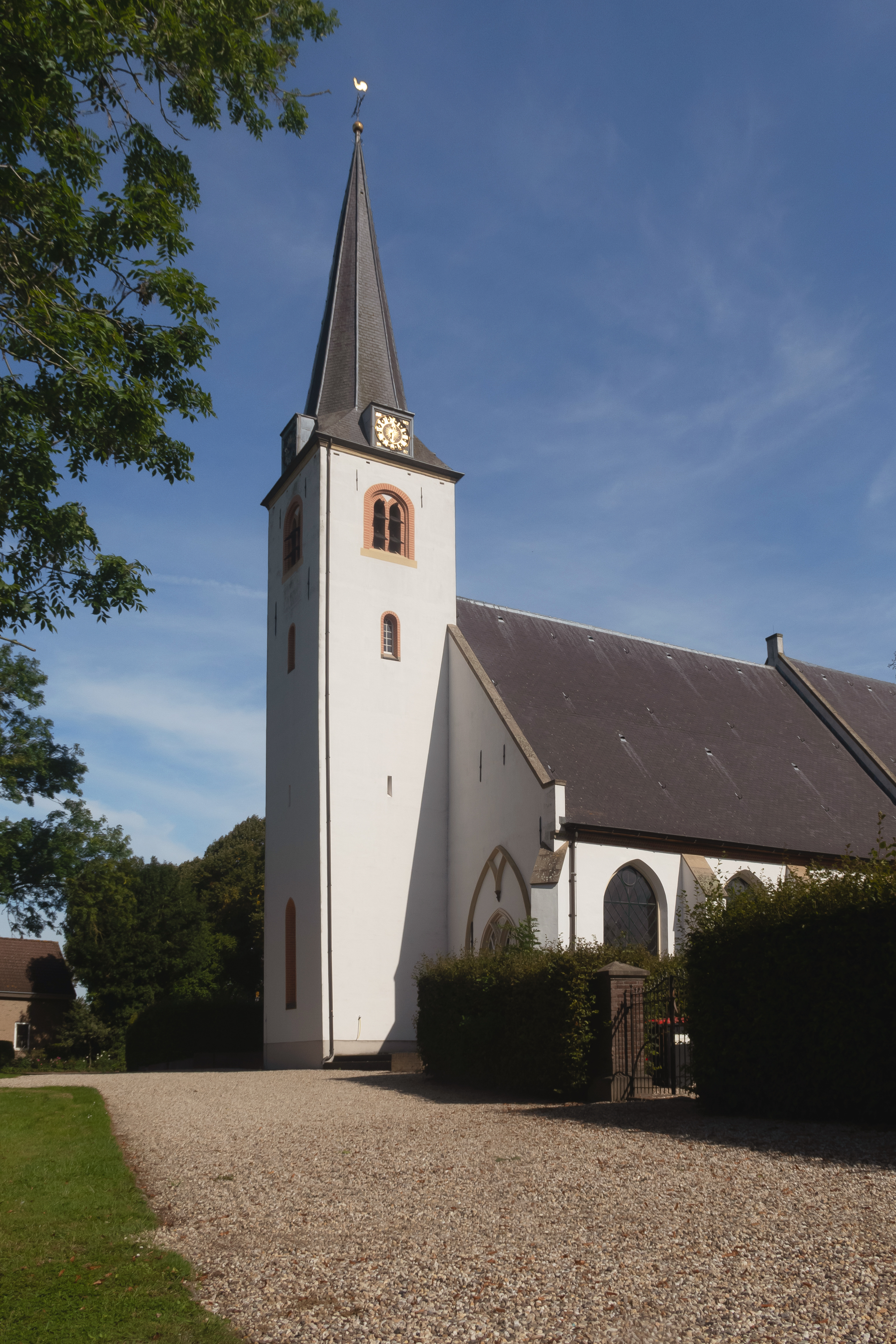
Церква Мартінуса
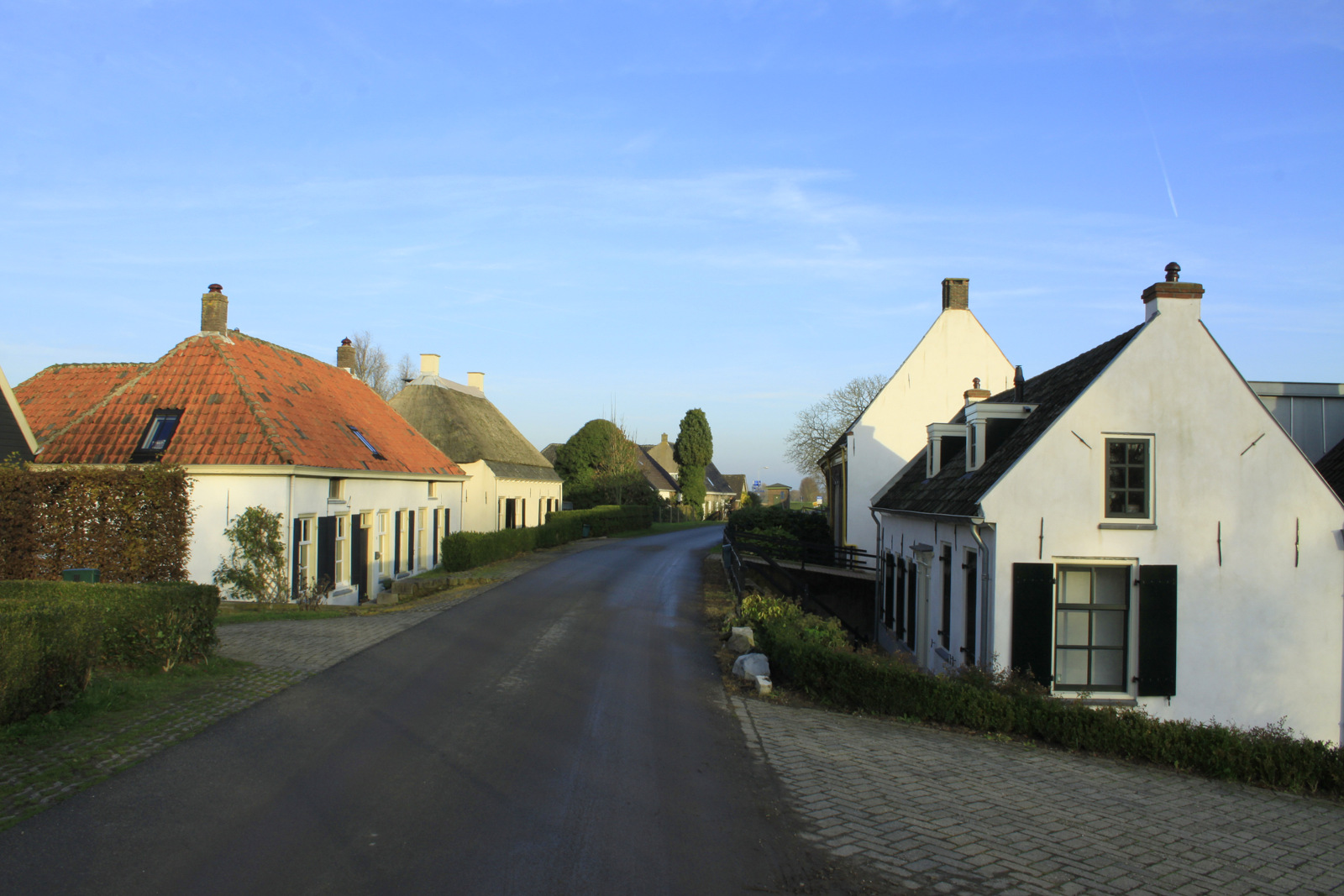
Вулиця Рейсвейка
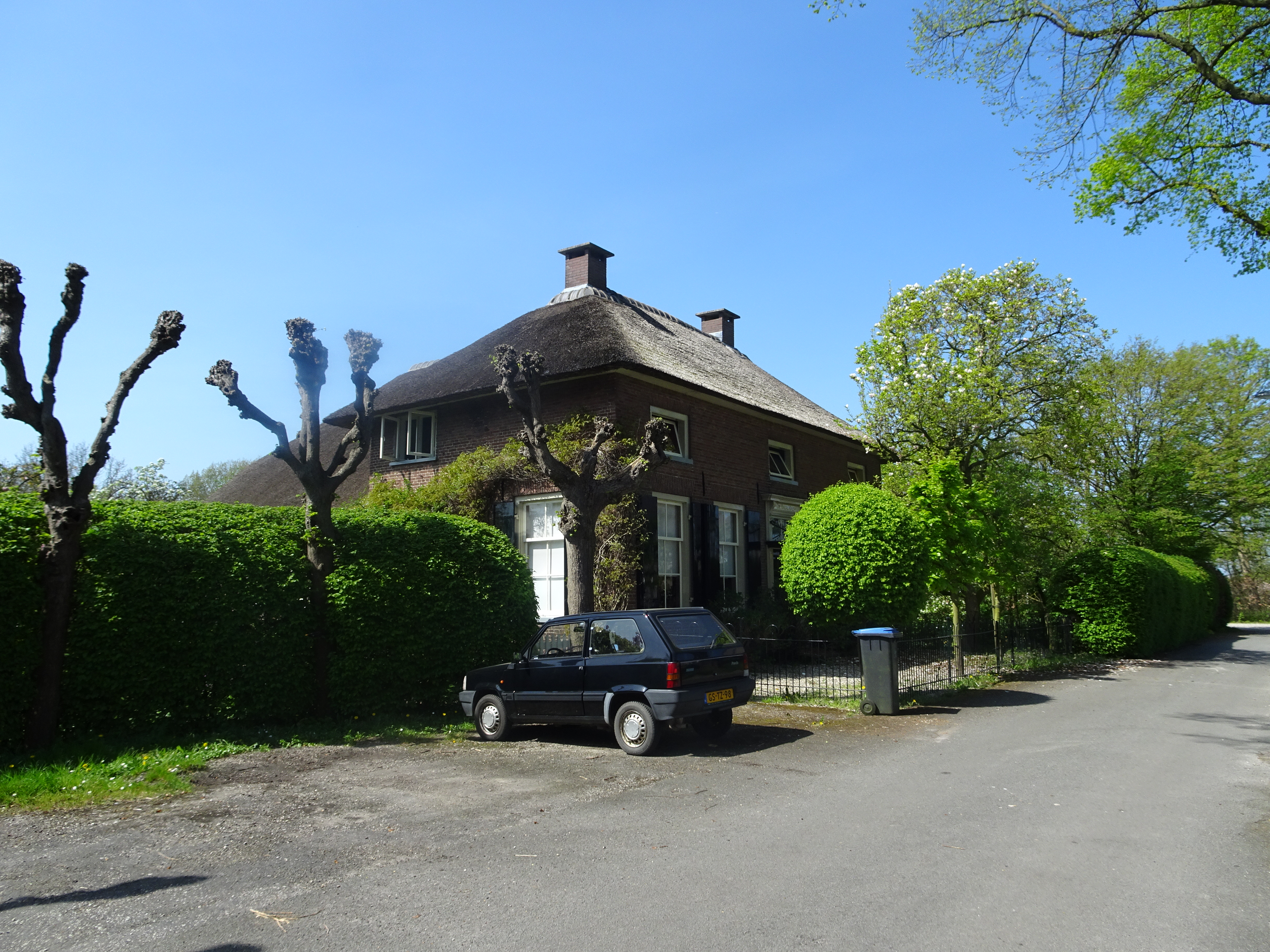
Сільський будинок